# Rádzskot vasútállomás
A Rádzskot vasútállomás egy vasútállomás Indiában. Az állomás 1890-ben nyílt meg.

## Vasútvonalak
Az állomást az alábbi vonalak érintik:
- Viramgam-Okha-vasútvonal
- Rádzskot-Szomnáth-vasútvonal

## Vonatok
Az állomásról az alábbi járatok indulnak:
- Rádzskot - Dzsabalpur Express (1463/1464 és 1465/1466)
- Rádzskot Szekunderábád Express (7017/7018)
- Saurashtra Mail (9005/9006)
- Saurashtra Janata Express (9017/9018)
- Saurashtra Express (9215/9216)
- Somnath Express (9221/9222)
- Somnath - Jabalpur Express (1465/1466)
- Porbandar - Howarh Express (2905/2906)
- Puri - Okha Express (8401/8402)
- Okha - Guwahati Express (5635/5636)
- Okha - Varanasi Express (9569/9570)
- Okha Gorakhpur Express (5045-5046)
- Uttaranchal Express (9265-9266)
- Okha Eranakulam Express (6337-6338)
- Veraval Trivandrum Express (6333-6334)
- Rajkot Coimbatore Express (6613-6614)
- Jamnagar JammuTawi Express (2477–2478)
- Hapa JammuTawi Express (2475–2476)
- Porbandar Delhi Express (9263-9264)
- Veraval Pune Express (1087–1088)
- Tirunelveli Hapa Super Fast (2997/2998)